# San Fernando (Colômbia)

Localização do município de San Fernando no departamento de Bolívar.

San Fernando é um município da Colômbia no departamento de Bolívar.